# Trivium
Trivium (lat. trivium, trojcestí) byl název pro tři základní „umění“ (lat. artes, obory, učební předměty), která tvořila první stupeň v systému vzdělávání na středověkých univerzitách: gramatika, rétorika, dialektika. Tato umění byla zaměřena na zvládnutí latinského textu a logické argumentace. Absolvent trivia se označoval bakalář (baccalaureus, vavřínem ověnčený) a dále postupoval studiem kvadrivia. Trivium a kvadrivium tvořila sedm svobodných umění vyučovaných na artistických fakultách, jejichž absolvování bylo předpokladem pro studium na dalších fakultách (právo, medicína, teologie). 

## Tři základní umění
Takzvané trivium (trojcestí) představovalo tři základní umění spojená s řečí či slovem:
1. gramatika – hlavně latinská gramatika, rozbor literárních děl převážně antických autorů.
2. rétorika – včetně stylistiky, pro schopnost sestavování listin a dopisů, ovšem též právo a etika.
3. dialektika – logika a filozofie v dnešním významu; dříve také argumentace proti kacířům.

Gramatika je mechanikou jazyka; rétorika je užitím jazyka k instruování a přesvědčování; dialektika je mechanikou myšlení a analýzy. (Dialektika a logika v době Sedmera svobodných umění znamenaly totéž.)

## Praxe
Absolvent studia těchto umění byl Baccalaureus (bakalář) - ověnčený vavřínem (lat. laurus, laureát).

## Další vývoj
Název trivium se v 18. století začal používat pro elementární výuku čtení, psaní a počítání.
Dodnes se základním nebo jednoduchým znalostem říká trivia nebo triviální, ačkoli např. v angličtině se již tato slova významově odklonila.